# Tramway de Tver
Le tramway de Tver est le réseau de tramways de la ville de Tver, capitale administrative de l'oblast de Tver, en Russie. Il a été mis en service le 28 août 1901. Six lignes seulement sont actuellement exploitées, sur les dix-huit lignes que comporte ce réseau, pour environ 180 kilomètres de voies.